# RAW LIFE
『RAW LIFE』（ロウ・ライフ）は、日本のギタリスト、真島昌利の3枚目のソロ・アルバム。1992年11月1日発売。発売元はSony Records。本項では、2007年4月25日に発売された再発盤の『RAW LIFE -Revisited-』についても記述する。

## RAW LIFE

### 収録曲
全作詞・作曲：真島昌利　編曲：佐久間正英・真島昌利
1. RAW LIFE（5:25）[1]
間奏部分のあえぎ声は、AV女優・野坂なつみのもの。
2. 俺は政治家だ（4:53）[1]
3. GO!GO!ヘドロマン（3:56）[1]
4. エゴでぶっとばせ（4:07）[1]
5. かしこい僕達（4:36）[1]
6. 煙突のある街（6:19）[1]
7. ドライブしようよ（4:31）[1]
8. 情報時代の野蛮人（4:49）[1]
9. 関係ねえよパワー（4:13）[1]
10. こんなもんじゃない（7:37）[1]
11. RAW LIFE (reprise)（5:44）[1]
12. ですメタル（1:35）[1]※ボーナス・トラック

## RAW LIFE -Revisited-

### 収録曲

#### Disc.1
オリジナル盤に準ずる

#### Disc.2
- 全作詞・作曲：真島昌利（特記以外）

1. 休日の夢（4:43）[1]
2. オートバイ（4:33）[1]
3. とても寒い日（4:27）[1]
4. カーニバル（4:35）[1]
5. 花小金井ブレイクダウン（4:57）[1]
6. HAPPY SONG（3:29）[1]
7. 踊り踊れば（3:31）[1]
編曲：真島昌利・佐久間正英
8. I FOUGHT THE LAW（3:05）[1]
作詞・作曲：Sonny Curtis
日本語詞：真島昌利
編曲：真島昌利・佐久間正英